# Yüksək dəstə 1994-1995
La Yüksək dəstə 1994-1995 è stata la quarta edizione del massimo campionato di calcio azero, disputata tra l'autunno 1994 e la primavera 1995 e conclusa con la vittoria del FK Kapaz Gəncə, al suo primo titolo.
Capocannoniere del torneo fu Nazim Əliyev (Neftçi Baku) con 27 reti.

## Formula
A differenza della passata stagione il numero di squadre partecipanti diminuì a 13 che disputarono un turno di andata e ritorno per un totale di 24 partite con le ultime tre classificate retrocesse in Birinci Divizionu.
Le squadre qualificate alle coppe europee furono due. La vincente fu ammessa alla Coppa UEFA 1995-1996 mentre la vincitrice della coppa nazionale alla Coppa delle Coppe 1995-1996.
Il FK Xəzər Lənkəran si ritirò dopo la dodicesima giornata e i rimanenti incontri furono persi 3-0 a tavolino.

## Classifica finale
|                        | Pos. | Squadra             | Pt | G  | V  | N | P  | GF | GS | DR  |
| ---------------------- | ---- | ------------------- | -- | -- | -- | - | -- | -- | -- | --- |
| Azerbaigian (bandiera) | 1.   | FK Kapaz Gandja     | 42 | 24 | 19 | 4 | 1  | 71 | 19 | +52 |
|                        | 2.   | PFC Turan Tovuz     | 40 | 24 | 19 | 2 | 3  | 48 | 14 | +34 |
|                        | 3.   | PFC Neftchi Baku    | 38 | 24 | 17 | 4 | 3  | 67 | 15 | +52 |
|                        | 4.   | Garabag Agdam       | 32 | 24 | 13 | 6 | 5  | 42 | 31 | +11 |
|                        | 5.   | Kur Nur Mingechaur  | 28 | 24 | 13 | 2 | 9  | 40 | 24 | +16 |
|                        | 6.   | Vilash Masalli      | 28 | 24 | 12 | 4 | 8  | 37 | 26 | +11 |
|                        | 7.   | Khazri Buzovna      | 27 | 24 | 10 | 7 | 7  | 35 | 25 | +10 |
|                        | 8.   | Baky Fehlesi        | 23 | 24 | 8  | 7 | 9  | 36 | 26 | +10 |
|                        | 9.   | Pambygchi Neftchala | 19 | 24 | 7  | 5 | 12 | 30 | 52 | -22 |
|                        | 10.  | Pambygchi Barda     | 12 | 24 | 5  | 2 | 17 | 19 | 53 | -34 |
|                        | 11.  | Inshaatchi Baku     | 11 | 24 | 4  | 3 | 17 | 20 | 50 | -30 |
|                        | 12.  | Xəzər Sumqayıt      | 6  | 24 | 2  | 2 | 20 | 18 | 81 | -63 |
|                        | 13.  | FK Xəzər Lənkəran   | 6  | 24 | 1  | 4 | 19 | 10 | 67 | -57 |

Legenda:

      Campione d'Azerbaigian
      Qualificata alla Coppa delle Coppe
      Retrocessa in Birinci Divizionu
Note:

Due punti a vittoria, uno a pareggio, zero a sconfitta.

## Verdetti
- Campione: FK Kapaz Gandja
- Qualificata alla Coppa delle Coppe: PFC Neftchi Baku
- Retrocessa in Birinci Divizionu: Inshaatchi Baku, Khazar Sumgait, FK Khazar Lenkoran